# Telar mecánico

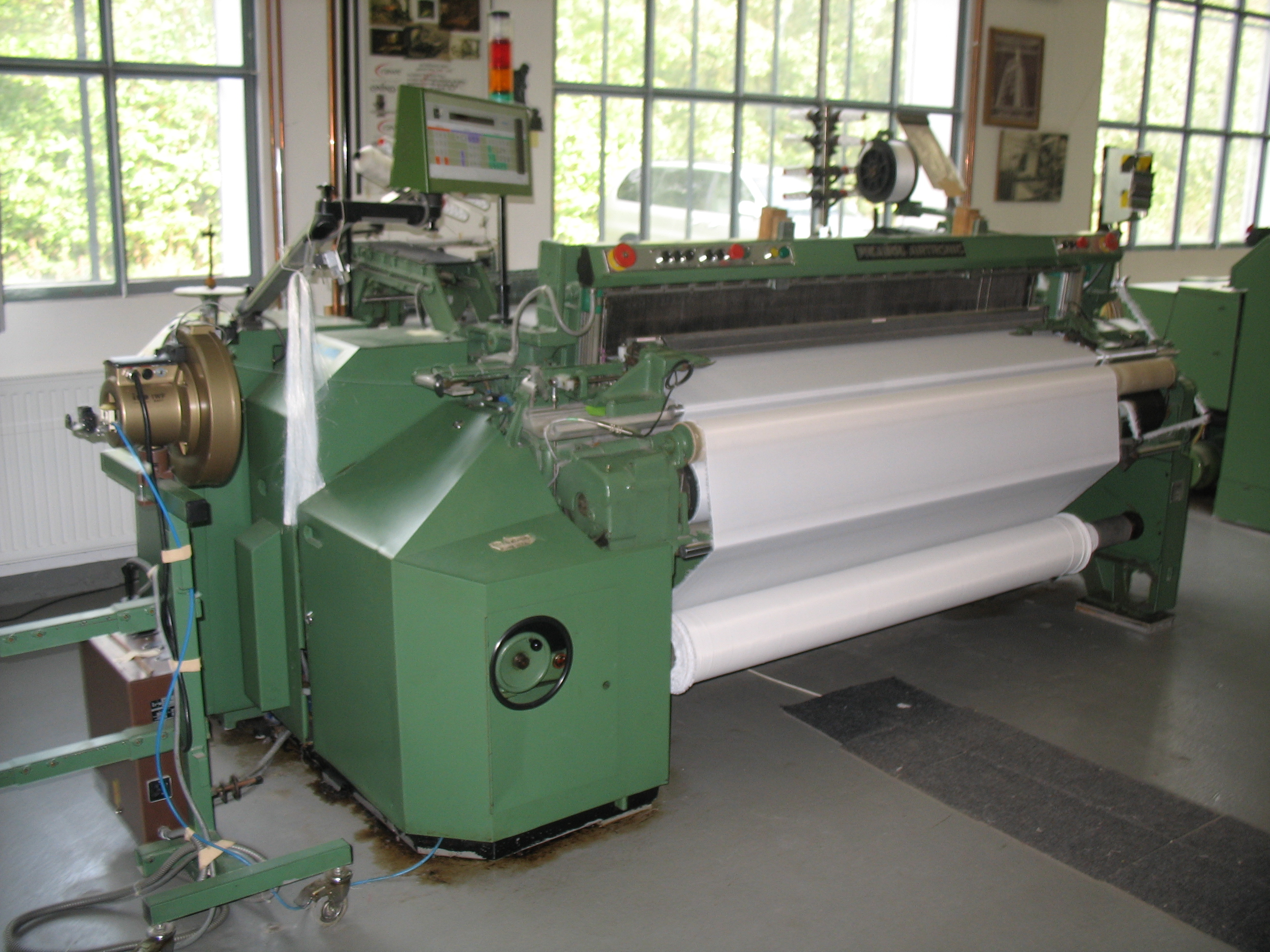
Telar de chorro de aire utilizado a la industria textil

Un telar mecánico (o también conocido como telar mecanizado) es un sistema mecanizado de telar accionado por un eje de transmisión. El telar colectivo mecánico, fue el resultado de la evolución del telar manual, utilizando una liebre una mecánica para conectar y sincronizar todos los mecanismos. Los primeros telares mecánicos tenían un suministro de fuerza colectivo a partir de la energía trastornada más tarde basado en una máquina de vapor. Con la llegada de la electricidad, cada telar mecánico fue equipado con una unidad individual con motor eléctrico. 

## Historia

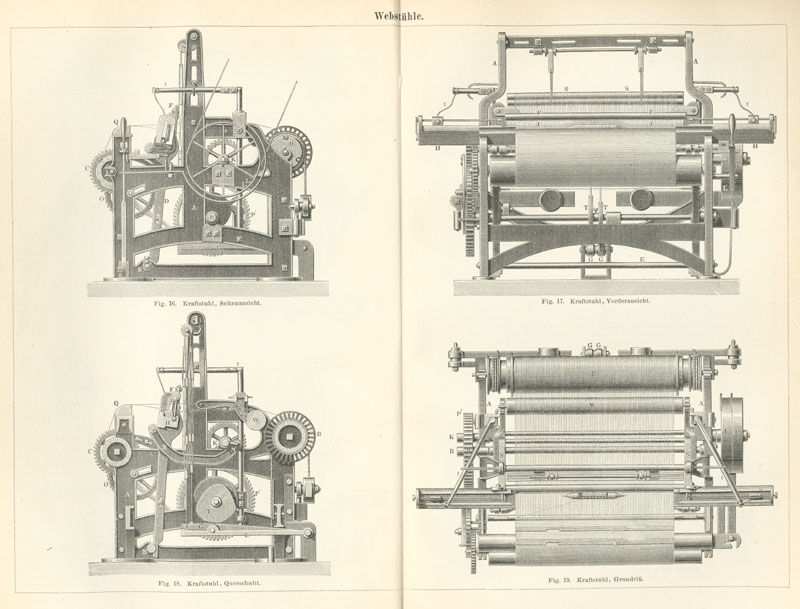
Telares mecánicos

El primer telar mecánico fue diseñado en 1784 por Edmund Cartwright y fue construido en 1785, después de ser perfeccionado por William Horrocks. Esto permitió hacer textiles mucho más rápido que un ser humano.
En 1850, los diseños de Cartwright fueron utilizados en más de 250.000 máquinas en Inglaterra.
En 1890 el ingeniero estadounidense James H. Northrop construyó un telar automático mucho más eficiente, su invento, el telar de "reposición de trama" automática revolucionó la industria textil. Alrededor de 700.000 telares automáticos "Northrop" fueron vendidos en todo el mundo. La evolución posterior del telar mecánico era mejorar la estructura y los mecanismos para mejorar la eficiencia de telar.

## Descripción
Originalmente, los telares mecánicos utilizaban una lanzadora volante para lanzar la trama a través de la urdimbre, pero en la primera mitad del siglo XX entró en servicio un telar más rápido y más eficaz sin lanzadora. Hoy en día, los adelantos tecnológicos han producido una variedad de telares diseñados para maximizar la producción de determinados tipos de materias, entre los más populares están; los telares de chorro de aire y los telares de chorro de agua.
Los telares de lanzadora hacen mucho ruido, a menudo de más de 99 dB, así que algunos telares automáticos están siendo sustituidos por otros que producen mucho menos ruido al tejer. Existen nuevos telares controlados por computadora, incluso para uso personal, para tejeros que quieran trabajar en casa.